# Bob Gassoff
Robert Allen „Bob“ Gassoff (* 17. April 1953 in Quesnel, British Columbia; † 27. Mai 1977 nahe Gray Summit, Missouri, USA) war ein kanadischer Eishockeyspieler, der im Verlauf seiner aktiven Karriere zwischen 1971 und 1977 unter anderem 254 Spiele für die St. Louis Blues in der National Hockey League (NHL) auf der Position des Verteidigers bestritten hat. Sein Bruder Brad war ebenfalls professioneller Eishockeyspieler.

## Karriere
Gassoff spielte während seiner Juniorenzeit in der Western Canada Junior Hockey League bei den Medicine Hat Tigers unter anderem zusammen mit Lanny McDonald. In seinem zweiten Jahr fiel er vor allem durch seine 388 Strafminuten auf – die meisten in der WCJHL und über 100 mehr als seine Verfolger, unter denen mit Tiger Williams auch der spätere Strafbankkönig der NHL war. Beim NHL Amateur Draft 1973 sicherten sich die St. Louis Blues in der dritten Runde als 48. die Rechte an ihm. Auch die World Hockey Association zeigte Interesse an ihm. Die Minnesota Fighting Saints wählten ihn im WHA Amateur Draft in der dritten Runde als 33.
Im Seniorenbereich spielte er zuerst für die Denver Spurs in der Western Hockey League. Schon in der Saison 1973/74 debütierte er bei den St. Louis Blues und zeigte dort die Härte, die man von ihm erwartete. Seine 306 Strafminuten in der Saison 1975/76 erreichte kein anderer Spieler bei den Blues. Am Memorial-Day-Wochenende trafen sich einige Spieler der Blues auf der Farm von Garry Unger. Mit einigen Teamkameraden fuhr Gassoff Motorrad und kam bei einem Unfall ums Leben. Gassoff trug keinen Helm, war kein erfahrener Motorradfahrer und hatte wohl auch Alkohol getrunken. Gassoffs Witwe Diane, die zum Zeitpunkt des Unfalls schwanger war, verklagte Unger, dessen Frau und den Fahrer des Autos, mit dem ihr Mann zusammengestoßen war.
Die Blues ehrten Gassoff, indem sie seine Rückennummer 3 seitdem nicht wieder vergaben. Zudem führte die Central Hockey League (CHL) in der Spielzeit nach seinem Tod die Bob Gassoff Trophy ein.

## Erfolge und Auszeichnungen
- 1977 Sperrung der Trikotnummer 3 durch die St. Louis Blues

## Karrierestatistik
(Legende zur Spielerstatistik: Sp oder GP = absolvierte Spiele; T oder G = erzielte Tore; V oder A = erzielte Assists; Pkt oder Pts = erzielte Scorerpunkte; SM oder PIM = erhaltene Strafminuten; +/− = Plus/Minus-Bilanz; PP = erzielte Überzahltore; SH = erzielte Unterzahltore; GW = erzielte Siegtore; 1 Play-downs/Relegation; Kursiv: Statistik nicht vollständig)